# Отделение историко-филологических наук РАН
Отделение историко-филологических наук Российской академии наук (ОИФН РАН) — отраслевое отделение гуманитарных наук, история которого начинается с высочайшего рескрипта 19 октября 1841 г. В октябре 1841 г. состоялось присоединение Российской академии к Академии наук в виде Отделения русского языка и словесности.

## История
В 1841 году в результате реорганизации Российской академии было образовано Отделение русского языка и словесности Петербургской АН. Во главе Отделения встал Председательствующий — князь П. А. Ширинский-Шихматов. Позднее председателями ОРЯС были филологи И. И. Давыдов, П. А. Плетнёв, И. И. Срезневский, Я. К. Грот, А. Ф. Бычков, М. И. Сухомлинов, А. Н. Веселовский, А. А. Шахматов и В. М. Истрин.
Отделение гуманитарных наук по Уставу АН СССР 1927 года (пункт 4) включало в себя такие направления, как история, филология, социология, экономика и др.
Устав 1930 года в п. 23 изменил название отделения в структуре АН СССР на Отделение общественных наук; в 1938 году — на Отделения истории и философии; литературы и языка. В 1953 году Отделение истории и философии было преобразовано в Отделение исторических наук. По уставу 1963 года в АН СССР входили Отделение истории и Отделение литературы и языка. Тогда же в Академии наук появилась новая структура — Секции Президиума АН СССР, объединяющие группы Отделений, в том числе — Секция общественных наук, включавшая Отделение истории, Отделение философии и права, Отделение экономики и Отделение литературы и языка (п. 47). «Положение об Отделении Академии наук СССР» было утверждено Общим собранием Академии в феврале 1963 года, «Положение о Секции Президиума АН СССР» утверждено Президиумом АН СССР в декабре того же года. Главные задачи Отделений были определены президентом АН СССР М. В. Келдышем в мае 1963 года.

## Руководители исторических и филологических подразделений АН СССР и РАН
| - 1926—1927 гг. — академик Крачковский Игнатий Юлианович - 1926—1927 гг. — академик Истрин Василий Михайлович (и. о.) - 1928—1929 гг. — академик Платонов Сергей Фёдорович - 1930—1933 гг. — академик Самойлович Александр Николаевич - 1933—1934 гг.: группа истории, социологии и экономики — академик Марр Николай Яковлевич группа литературы — академик Луначарский Анатолий Васильевич группа востоковедения — академик Ольденбург Сергей Федорович - 1935 г. — вакансии - 1937 г. — академик Деборин Абрам Моисеевич - 1938 г.: группа истории — академик Лукин Николай Михайлович группа литературы — академик Орлов Александр Сергеевич группа языковедения — академик Мещанинов Иван Иванович (и. о.) | - 1940—1941 гг. — академик Деборин Абрам Моисеевич - 1945 г. — академик Волгин Вячеслав Петрович - 1946—1953 гг. — академик Греков Борис Дмитриевич - 1953—1957 гг. — академик Тихомиров Михаил Николаевич - 1958—1969, 1975—1979 гг. — академик Жуков Евгений Михайлович - 1970—1971, 1974—1975 гг. — академик Рыбаков Борис Александрович - 1971—1972 г. — академик Хвостов Владимир Михайлович - 1972—1973 г. — академик Поспелов Петр Николаевич (и. о.) - 1980—1982 гг. — академик Пиотровский Борис Борисович - 1982—1986 гг. — академик Тихвинский Сергей Леонидович - 1987—1989 гг. — академик Бромлей Юлиан Владимирович (и. о.) - 1990—1995 гг. — академик Ковальченко Иван Дмитриевич - 1995—1996 г. — академик Севостьянов Григорий Николаевич (и. о.) - 1996—2002 гг. — академик Фурсенко Александр Александрович - 1940—1950 гг. — академик Мещанинов Иван Иванович - 1951—1962 гг. — академик Виноградов Виктор Владимирович - 1964—1986 гг. — академик Храпченко Михаил Борисович - 1986 г. — академик Степанов Георгий Владимирович (и. о.) - 1986—1988 гг. — член-корр. РАН Николаев Петр Алексеевич (и. о.) - 1988—2002 гг. — академик Челышев Евгений Петрович |

#### Отделение историко-филологических наук
- 2002—2013 гг. — академик-секретарь Деревянко Анатолий Пантелеевич;
- 2013—2022 гг. — академик-секретарь Тишков Валерий Александрович;
- с 2022 г. — академик-секретарь Макаров Николай Андреевич;
  - 2002—2008 гг. — заместитель академика-секретаря, руководитель Секции истории академик Фурсенко Александр Александрович;
  - 2008—2013 гг. — заместитель академика-секретаря, руководитель Секции истории академик Тишков Валерий Александрович;
  - 2008—2022 г. — заместитель академика-секретаря академик Амирханов Хизри Амирханович (с 2021 г. руководитель секции истории);
  - с 2022 г. — заместитель академика-секретаря, руководитель Секции истории академик Пивовар Ефим Иосифович;
  - 2013—2017 гг. — заместитель академика-секретаря, руководитель Секции истории академик Макаров Николай Андреевич;
  - 2017—2021 г. — заместитель академика-секретаря, руководитель Секции истории академик Молодин Вячеслав Иванович;
  - 2002—2013 гг. — заместитель академика-секретаря, руководитель Секции языка и литературы академик Куделин Александр Борисович;
  - c 2013 г. — заместитель академика-секретаря, руководитель Секции языка и литературы академик Молдован Александр Михайлович;
- 2009—2012 гг. — заместитель академика секретаря по научно-организационным вопросам к.и.н. Петров Андрей Евгеньевич;
- 2012—2020 — заместитель академика секретаря по научно-организационным вопросам к.ф.н. Черкасский Вячеслав Борисович;
- с 2020 г. — заместитель академика секретаря по научно-организационной работе д.фил.н. Кляус Владимир Леонидович.

## Научные учреждения Отделения

### Научные организации под научно-методическим руководством
| Название организации                                                                               | Сокращённое название | Год основания | Город           | Директор              |
| -------------------------------------------------------------------------------------------------- | -------------------- | ------------- | --------------- | --------------------- |
| Архив РАН                                                                                          | АРАН                 | 1728          | Москва          | А. В. Работкевич      |
| Институт археологии РАН                                                                            | ИА РАН               | 1919          | Москва          | Н. А. Макаров         |
| Институт археологии и этнографии СО РАН                                                            | ИАЭТ СО РАН          | 1966          | Новосибирск     | А. И. Кривошапкин     |
| Институт археологии Крыма РАН                                                                      | ИАК РАН              | 2014          | Симферополь     | В. В. Майко           |
| Институт востоковедения РАН                                                                        | ИВ РАН               | 1818          | Москва          | А. К. Аликберов       |
| Институт восточных рукописей РАН                                                                   | ИВР РАН              | 1818          | Санкт-Петербург | И. Ф. Попова          |
| Институт всеобщей истории РАН                                                                      | ИВИ РАН              | 1936          | Москва          | М. А. Липкин          |
| Институт гуманитарных исследований и проблем малочисленных народов Севера СО РАН                   | ИГИиПМНС СО РАН      | 1935          | Якутск          | С. И. Боякова         |
| Институт гуманитарных исследований КБНЦ РАН                                                        | ИГИ КБНЦ РАН         | 1926          | Нальчик         | К. Ф. Дзамихов        |
| Институт истории естествознания и техники им. С. И. Вавилова РАН                                   | ИИЕТ РАН             | 1932          | Москва          | Р. А. Фандо           |
| Институт истории и археологии УрО РАН                                                              | ИИиА УрО РАН         | 1988          | Екатеринбург    | И. В. Побережников    |
| Институт истории материальной культуры РАН                                                         | ИИМК РАН             | 1919          | Санкт-Петербург | А. В. Поляков         |
| Институт истории СО РАН                                                                            | ИИ СО РАН            | 1990          | Новосибирск     | В. М. Рынков          |
| Институт истории, археологии и этнографии ДФИЦ РАН                                                 | ИИАЭ ДФИЦ РАН        | 1924          | Махачкала       | Р. С. Абдулмажидов    |
| Институт истории, археологии и этнографии народов Дальнего Востока ДВО РАН                         | ИИАЭ ДВО РАН         | 1971          | Владивосток     | Н. Н. Крадин          |
| Институт истории, языка и литературы УФИЦ РАН                                                      | ИИЯЛ УФИЦ РАН        | 1922          | Уфа             | З. Я. Рахматуллина    |
| Институт лингвистических исследований РАН                                                          | ИЛИ РАН              | 1921          | Санкт-Петербург | и. о. С. Ю. Дмитренко |
| Институт мировой литературы им. А. М. Горького РАН                                                 | ИМЛИ РАН             | 1932          | Москва          | В. В. Полонский       |
| Институт монголоведения, буддологии и тибетологии СО РАН                                           | ИМБТ СО РАН          | 1922          | Улан-Удэ        | Б. В. Базаров         |
| Институт научной информации по общественным наукам РАН                                             | ИНИОН РАН            | 1969          | Москва          | А. В. Кузнецов        |
| Институт проблем освоения Севера СО РАН                                                            | ИПОС СО РАН          | 1985          | Тюмень          | С. М. Слепченко       |
| Институт российской истории РАН                                                                    | ИРИ РАН              | 1936          | Москва          | Ю. А. Петров          |
| Институт русского языка им. В. В. Виноградова РАН                                                  | ИРЯ РАН              | 1944          | Москва          | Ф. Б. Успенский       |
| Институт русской литературы РАН (Пушкинский дом)                                                   | ИРЛИ РАН             | 1905          | Санкт-Петербург | В. В. Головин         |
| Институт славяноведения РАН                                                                        | ИСл РАН              | 1947          | Москва          | К. В. Никифоров       |
| Институт филологии СО РАН                                                                          | ИФЛ СО РАН           | 1990          | Новосибирск     | И. В. Силантьев       |
| Институт этнологии и антропологии им. Н. Н. Миклухо-Маклая РАН                                     | ИЭА РАН              | 1933          | Москва          | и. о. А. Е. Загребин  |
| Институт этнологических исследований им. Р. Г. Кузеева УФИЦ РАН                                    | ИЭИ УФИЦ РАН         | 1999          | Уфа             | С. М. Емелин          |
| Институт языка, литературы и искусства им. Г. Цадасы ДФИЦ РАН                                      | ИЯЛИ ДФИЦ РАН        | 1924          | Махачкала       | А. Т. Акамов          |
| Институт языка, литературы и истории КарНЦ РАН                                                     | ИЯЛИ КарНЦ РАН       | 1930          | Петрозаводск    | И. П. Новак           |
| Институт языка, литературы и истории Коми НЦ УрО РАН                                               | ИЯЛИ Коми НЦ УрО РАН | 1970          | Сыктывкар       | И. Л. Жеребцов        |
| Институт языкознания РАН                                                                           | ИЯ РАН               | 1950          | Москва          | А. А. Кибрик          |
| Калмыцкий научный центр РАН                                                                        | КалмНЦ РАН           | 1941          | Элиста          | В. В. Куканова        |
| Музей антропологии и этнографии им. Петра Великого РАН (Кунсткамера)                               | МАЭ РАН              | 1714          | Санкт-Петербург | А. В. Головнёв        |
| Санкт-Петербургский институт истории РАН                                                           | СПбИИ РАН            | 1936          | Санкт-Петербург | А. В. Сиренов         |
| Северо-Осетинский институт гуманитарных и социальных исследований им. В. И. Абаева ВНЦ РАН и РСО-А | СОИГСИ ВНЦ РАН       | 1919          | Владикавказ     | З. В. Канукова        |
| Удмуртский институт истории, языка и литературы УдмФИЦ УрО РАН                                     | УИИЯЛ УдмФИЦ УрО РАН | 1931          | Ижевск          | И. Л. Поздеев         |

## Литературa
- Труды Отделения историко-филологических наук РАН. 2007 г. / Сост. А. Петров. — M.:Наука, 2009. — 542 с.; ISBN 978-5-02-036995-5
- Вестник древней истории; «Вестник древней истории» (ВДИ, англ. Journal of Ancient History, фр. Revue d’Histoire Ancienne); ISSN 0321-0391